# Xã Trenton, Quận Williams, Bắc Dakota
Xã Trenton (tiếng Anh: Trenton Township) là một xã thuộc quận Williams, tiểu bang Bắc Dakota, Hoa Kỳ. Năm 2010, dân số của xã này là 541 người.